# Pithora
Pithora là một thị xã và là một nagar panchayat của quận Mahasamund thuộc bang Chhattisgarh, Ấn Độ.

## Địa lý
Pithora có vị trí 21°16′B 82°31′Đ / 21,27°B 82,52°Đ Nó có độ cao trung bình là 304 mét (997 feet).

## Nhân khẩu
Theo điều tra dân số năm 2001 của Ấn Độ, Pithora có dân số 7929 người. Phái nam chiếm 50% tổng số dân và phái nữ chiếm 50%. Pithora có tỷ lệ 68% biết đọc biết viết, cao hơn tỷ lệ trung bình toàn quốc là 59,5%: tỷ lệ cho phái nam là 75%, và tỷ lệ cho phái nữ là 60%. Tại Pithora, 14% dân số nhỏ hơn 6 tuổi.